# Live ?!*@ Like a Suicide
Live ?!*@ Like a Suicide é o EP de estreia do Guns N' Roses lançado com quatro músicas lançado em 16 de dezembro de 1986, gravado pelo próprio selo, UZI Suicide. (Este foi aparentemente um disco independente, mas na verdade a UZI Suicide faz parte da Geffen Records.) Quando referido pelos membros da banda falando sobre o EP, eles simplesmente chamam de Live Like a Suicide. O registro em si teria sido limitado a apenas 10.000 cópias, e ele saiu apenas nos formatos vinil e fita cassete.
De acordo com a autobiografia de Steven Adler, o EP inteiro foi gravado no Pasha Studios em Hollywood com aplausos da plateia e gritando no fundo como engenheiros da Geffen disseram a ele "custaria muito para realmente gravar um álbum ao vivo".
O álbum é bastante raro sendo muito valioso hoje em dia. As 4 faixas contidas nesses álbum também aparecem no lado A do segundo álbum de estúdio da banda, o G N' R Lies.

## Capa
A capa da frente é composta por uma fotografia de dois dos membros da banda, Duff McKagan e Axl Rose (da esquerda para a direita), com o logo Guns N' Roses no topo, desenhado por Slash, já embaixo o nome do álbum fica destacado. A capa deste EP também aparece na capa do G N' R Lies.

## Promoção
Em 2010, Steven Adler, ex baterista do Guns N´Roses, disse que o Guns N' Roses deu ao apresentador do programa de rádio Rodney on the ROQ de Rodney Bingenheimer um grama de cocaína para que ele executar a música "Reckless Life" na rádio na época.

## Informações das músicas
As quatro músicas foram selecionadas de demos da banda: duas músicas são covers e outras duas são originais. O EP foi gravado em um estúdio, mas na edição sobrepuseram um ruído de multidão sobreposta sobre o áudio das músicas, fazendo parecer que eles estavam gravando ao vivo.
"Reckless Life" é a faixa de abertura do EP, abre-se com Slash gritando "hey fuckers, suck on Guns N' Fuckin' Roses!" Esta canção foi originalmente escrita por Axl Rose e Izzy Stradlin na antiga banda deles, Hollywood Rose, e incluída na sua coletânea The Roots of Guns N' Roses. "Nice Boys" é uma música cover originalmente lançada pela banda Rose Tattoo. "Mama Kin" é um cover do Aerosmith.

## Faixas
| N.º            | Título                          | Compositor(es)                                                                 | Duração |  |
| 1.             | "Reckless Life"                 | Guns N' Roses, Chris Weber                                                     | 3:20    |  |
| 2.             | "Nice Boys" (cover Rose Tattoo) | Angry Anderson, Mick Cocks, Geordie Leach, Dallas "Digger" Royall, Peter Wells | 3:03    |  |
| 3.             | "Move To The City"              | Guns N' Roses, Del James, Weber                                                | 3:42    |  |
| 4.             | "Mama Kin" (cover Aerosmith)    | Steven Tyler                                                                   | 3:57    |  |
| Duração total: | Duração total:                  | Duração total:                                                                 | 14:03   |  |

## Créditos
- Axl Rose - vocais
- Izzy Stradlin - guitarra rítmica, backing vocals
- Slash - guitarra solo
- Duff McKagan - baixo, backing vocals
- Steven Adler - bateria